# 센 소시쓰 (16대)
센 소시쓰(일본어: 千宗室 1956년 ~ )는 일본의 다인, 대학 교수이다. 센 마사코의 남편이자 다카히토 친왕비 유리코의 사위이다.